# لیدیا بوردا

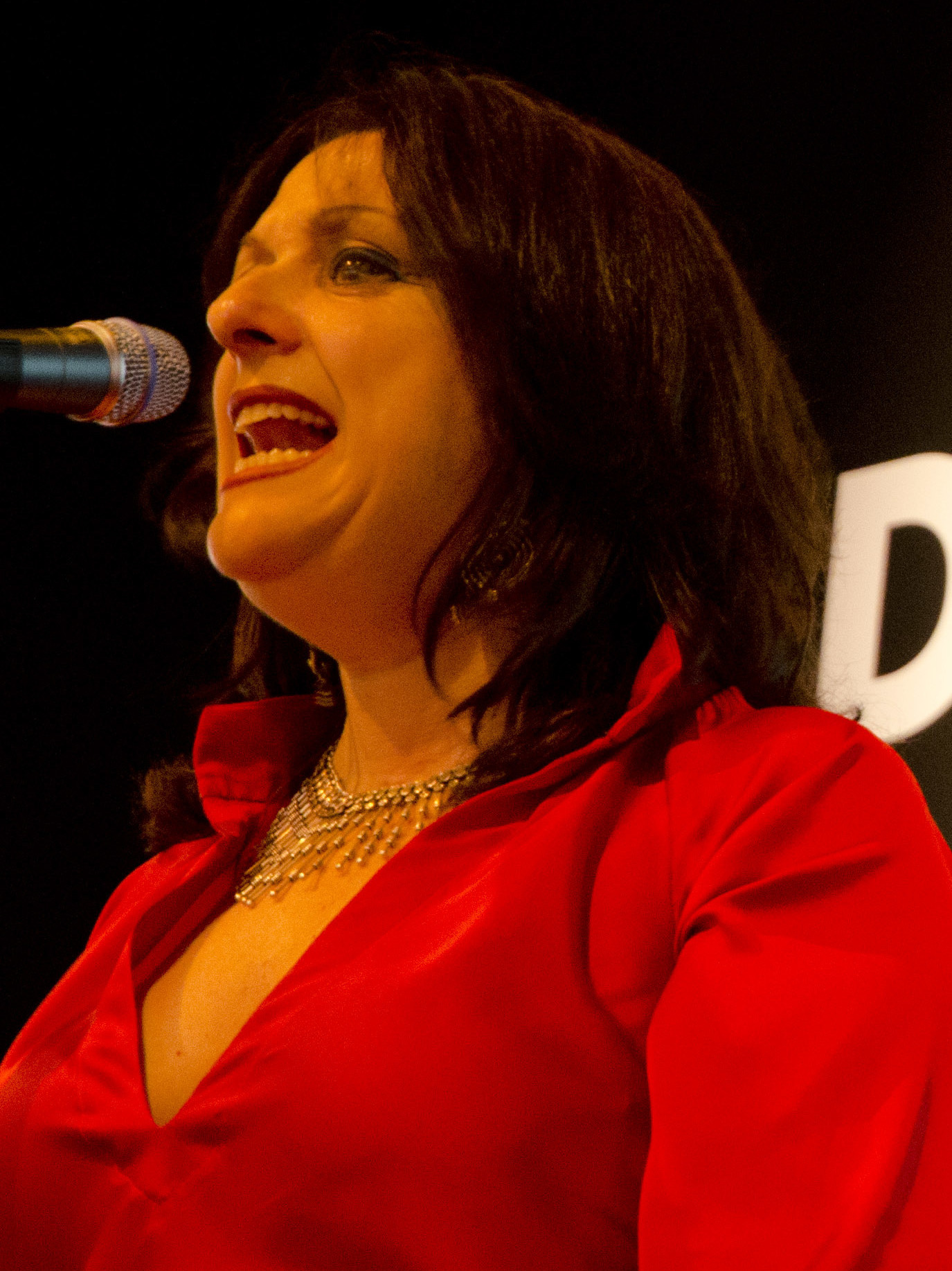

لیدیا بوردا (سن مارتین، ۱۸ آوریل ۱۹۶۶) یک خواننده و معلم آرژانتینی تانگو است. خانواده او اهل لینکلن (استان بوئنوس آیرس) هستند. او قبل از اینکه تصمیم بگیرد خوانندگی کند، هنرهای زیبا و تئاتر خوانده‌است. او از نوجوانی آواز خوانده‌است.